# Mermis nigrescens
Mermis nigrescens – gatunek nicieni z rodzaju Mermis. Występuje w obu Amerykach, Europie i Azji oraz na Tasmanii, ale nie był obserwowany w Australii kontynentalnej. Rzadko spotykany w Afryce. Jest pasożytem owadów, zwłaszcza szarańczowatych, zwanych potocznie konikami polnymi. 

## Opis

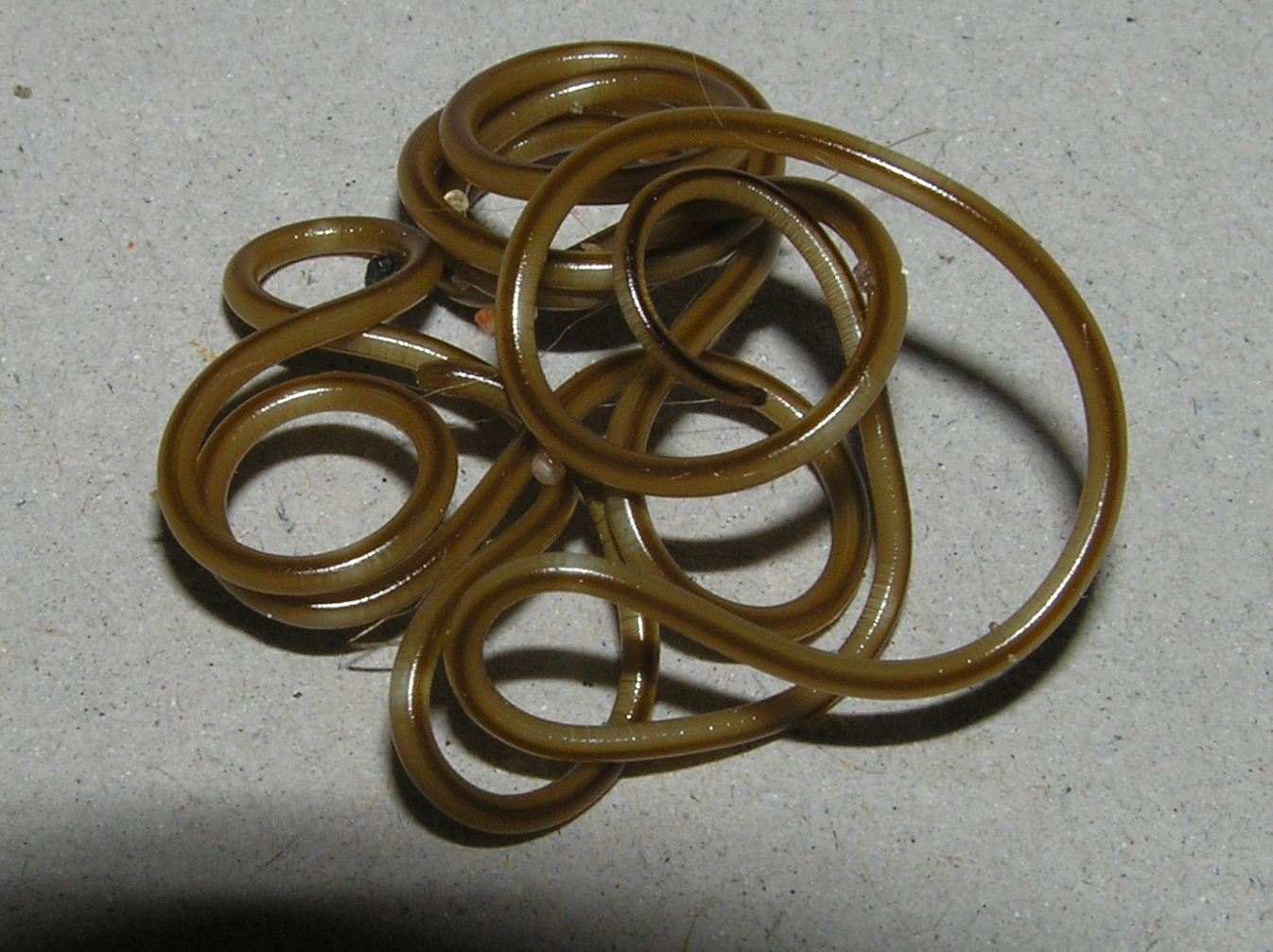
Osobnik z Białowieży

Jest to bardzo duży nicień, samce osiągają długość od 4 do 6 centymetrów, a samice – od 8 do 20 centymetrów. Wielkość jest nietypowa dla nicieni entomopatogennych, które na ogół mają mikroskopijne rozmiary. Ciało nicienia zwęża się na przednim końcu, a głowa i ogon są zaokrąglone. Jest bladobrązowe, a ciężarna samica ma ciemny pręg na całej długości z powodu obecności do 14 000 jaj. Powierzchnia ciała jest gładka. 
Dorosła samica ma na głowie jaskrawoczerwoną lub pomarańczowo-czerwoną plamkę. We wczesnych badaniach nicieni nazywano ją „chromatropem”, ponieważ najwyraźniej pełniła ona funkcję w odpowiedzi zwierzęcia na światło. Przy bliższym przyjrzeniu się miał on postać wydrążonego cylindra, a czerwony pigment w środku został określony jako hemoglobina. Ta hemoglobina, w postaci oksyhemoglobiny, jest gęsto skoncentrowana w postaci krystalicznej. Potwierdzono, że ten wydrążony cylinder jest formą oka. Hemoglobina zajmuje miejsce melaniny jako cieniujący barwnik oka i odgrywa rolę w odczuwaniu światła przez nicienie, czego nie obserwuje się w żadnym innym organizmie. U M. nigrescens samica ma pojedyncze oko w miejscu, w którym niektóre inne gatunki nicieni mają parę. Jej oko obejmuje cały przedni koniec ciała, a cylinder wypełnia całą jamę ciała. Ma rogówkę lub strukturę, która działa jak rogówka. Najprawdopodobniej ten narząd służy samicy do znalezienia miejsca do złożenia jaj. U samców oko nie występuje.  
Unikalne oko M. nigrescens prawdopodobnie wyewoluowało niezależnie od innych taksonów nicieni. Ten i inne gatunki z rodzaju Mermis są czasami mylone z nitnikowcami, ale te drugie są dłuższe i jednolicie ciemne, a ich ciała nie zwężają się.

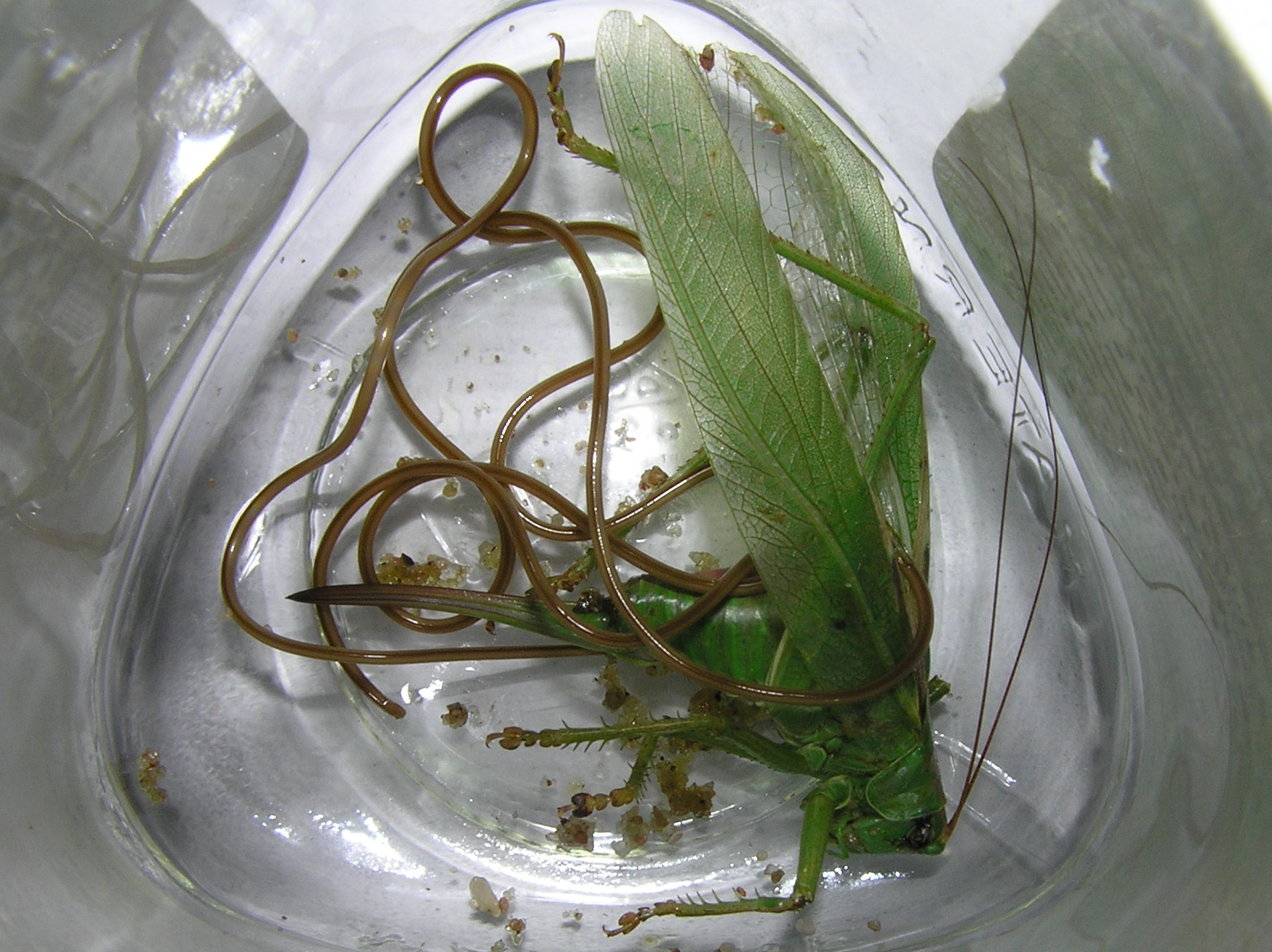
Białowieskie Mermis nigrescens wychodzące z pasikonika zielonego (Tettigonia viridissima)

## Cykl życia
Dorosłe samce i samice nicienia łączą się w pary wiosną lub latem. Następnie samiec umiera, a samica pozostaje w glebie podczas jesieni i zimy. Następnej wiosny lub lata samica wychodzi na powierzchnię po deszczu, gdy krajobraz jest nadal mokry, często wczesnym rankiem. Później wspina się na roślinność, czasami sięgającą 2 lub 3 metry nad ziemią i składa jaja na roślinach. Jaja są ciemnobrązowe lub czerwonawe i mają około pół milimetra długości. Przyczepiają się do rośliny za pomocą włókieni. Są spożywane przez roślinożerców wraz z tkanką roślinną.
Ten nicień najczęściej występuje u gatunków owadów z rodziny szarańczowatych, takich jak szarańcza pustynna, Melanoplus bivittatus, Melanoplus femurrubrum, Melanoplus sanguinipes i Hesperotettix viridis. Po spożyciu przez owada jajo wykluwa się niemal natychmiast, czasem w ciągu godziny. Młody nicień przebija jelito sztyletem i dostaje się do hemocelu – przypominającego krew płynu wypełniający jamę ciała owada, działającego jako układ krążenia. Tam nicień wchłania składniki odżywcze owada, pobierając glukozę bezpośrednio przez swój naskórek. Rośnie i rozwija się przez kilka tygodni. Nowo wykluty nicień ma około 0,24 milimetra długości; w 37 dniu życia osiąga około 5 centymetrów. Nicienie rosną szybciej i osiągają większe rozmiary u większych żywicieli. W ciałach większych owadów jest również więcej samic nicienia. Nicień jest nadal młodym osobnikiem, gdy wyłania się z owada-żywiciela i kończy swój rozwój w glebie. Owad umiera, gdy nicień opuszcza jego ciało, lub przed tym. Dorosły nicień nie żeruje.

## Zachowanie
M. nigrescens wykazuje dodatnią fototaksję; kiedy wyczuwa światło, zbliża się do niego. Inne nicienie posiadające oczy wykazują ujemną fototaksję – oddalają się od światła. Młode M. nigrescens również wykazują słabą ujemną fototaksję, zanim rozwinie się ich oko. Wrażliwość na światło może być powodem dla którego młode ukrywają się w glebie, a samice wychodzą na powierzchnię w celu złożenia jaj. 
Nicienie również poruszają się w wyjątkowy sposób. Przednia końcówka ciała zawierająca oko kołysze się poziomo i pionowo, podczas gdy obszar „szyi” tuż za nim wygina się powoli. Jest to najwyraźniej zachowanie skanujące, dzięki któremu nicień wyczuwa światło i określa kierunek, z którego ono pada. Zamiast falować, jak zwykle robią to nicienie, gatunek ten porusza się swoim ciałem jako kilka niezależnych sekcji, odpychając się jednymi sekcjami, a inne podwijając w górę. Czołga się również po swojej brzusznej powierzchni, jak wąż, a nie na boku jak typowy nicień. 